# Josep Francesc Fernández Carrasco
Josep Francesc Fernández Carrasco   (Sagunt, 12 de març de 1964), més conegut com a Quico Fernández, és un filòleg i polític valencià, alcalde de Sagunt des del 13 de juny de 2015 fins al 15 de juny de 2019. Compagina la vida política amb la de professor de llengua i literatura valenciana a l'IES Clot del Moro de Sagunt.
Inicia la seua activitat política l'any 1979 en les joventuts del Partit Nacionalista del País Valencià (PNPV) que després es va integrar en la UPV, i més tard va formar el Bloc Nacionalista Valencià, ara dins de la coalició Compromís. El 2003 aconsegueix per primera vegada l'acta de regidor a l'Ajuntament de Sagunt i des de 2007 lidera el partit a nivell local encapçalant les candidatures des d'aleshores. A les eleccions de 2015 la llista BLOC-Compromís va ser la llista més votada a Sagunt, va rebre un total de 6.703 vots i 5 regidors en tot el municipi, assolint l'alcaldia amb el suport del partit local ADN Morvedre.
A les eleccions locals de 2019 va cedir la primera posició al PSPV que va accedir a l'Alcaldia, Compromís s'integrà a l'equip de govern i Fernández és regidor d'Urbanisme des d'on ha gestionat l'arribada de la factoria de bateries per a vehicles elèctrics que la multinacional Volkswagen instal·larà a Sagunt.
Durant la seua activitat parlamentària ha protagonitzat diversos incidents, com quan en 2008 va abandonar el ple municipal al Port de Sagunt en ser insultat i vexat per expressar-se en valencià. A més, durant la campanya electoral de les eleccions municipals de 2011 un empresari va ser detingut per la policia local per distribuir pasquins difamatoris contra la seua persona.
Al si del seu partit, Fernández defèn posicionaments nacionalistes en el marc del procés de reposicionament ideològic que el BLOC va assolir amb la seua refundació en Més - Compromís en contraposició al de la coordinadora del partit Àgueda Micó.